# Ligne de vie
Pour les articles homonymes, voir Ligne de vie (homonymie).
 (6 décembre 2017).
 (septembre 2018).
Si vous disposez d'ouvrages ou d'articles de référence ou si vous connaissez des sites web de qualité traitant du thème abordé ici, merci de compléter l'article en donnant les références utiles à sa vérifiabilité et en les liant à la section « Notes et références ».

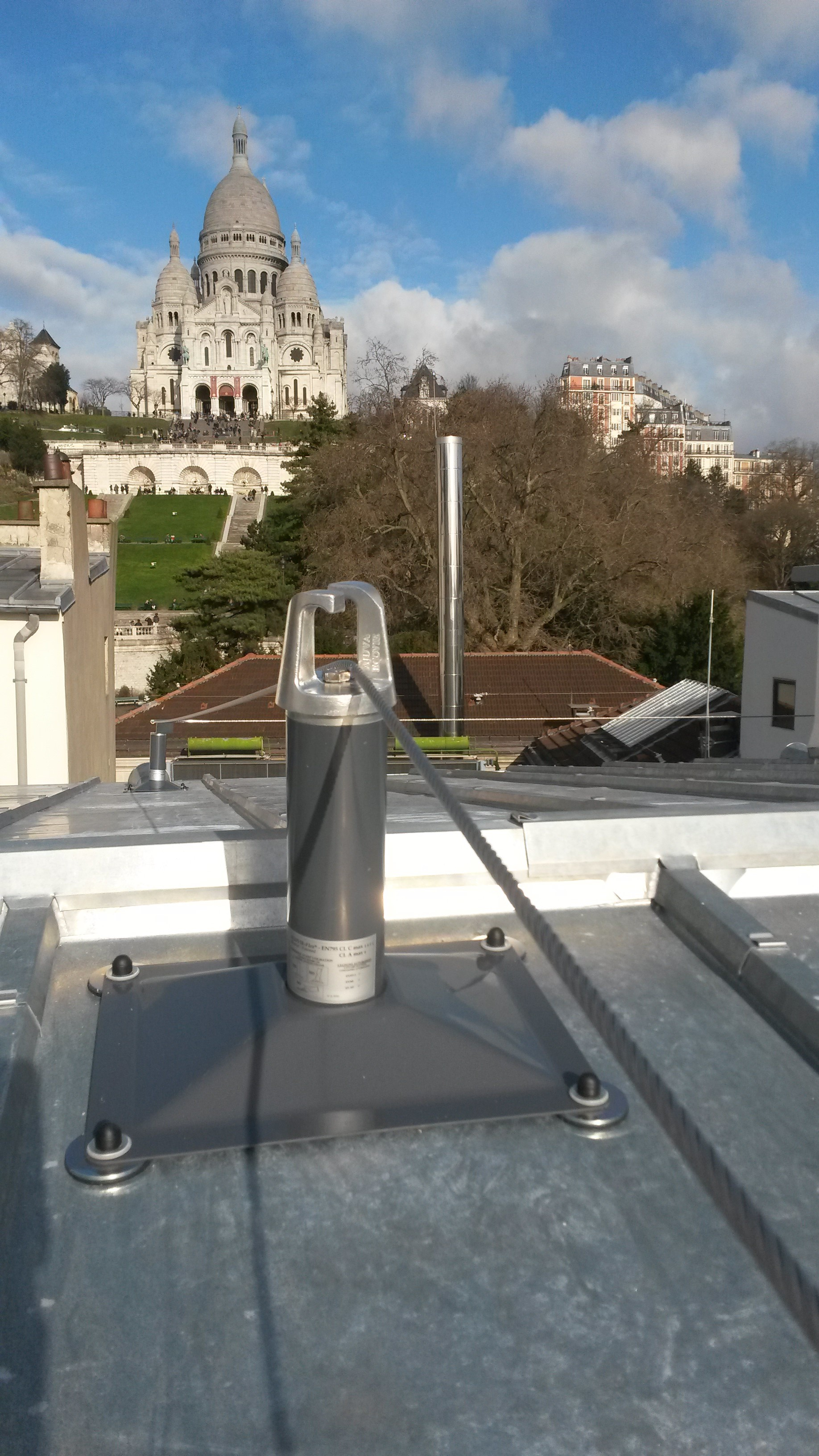
Ligne de vie sur potelet

Une ligne de vie est un dispositif de sécurité permettant à son utilisateur de s’y attacher afin de se sécuriser contre les risques de chute. Elle est utilisée en escalade, dans les parcours acrobatiques en hauteur, les travaux en hauteur et sur les bateaux, en particulier les voiliers et certains semi-rigides. 

## Définition

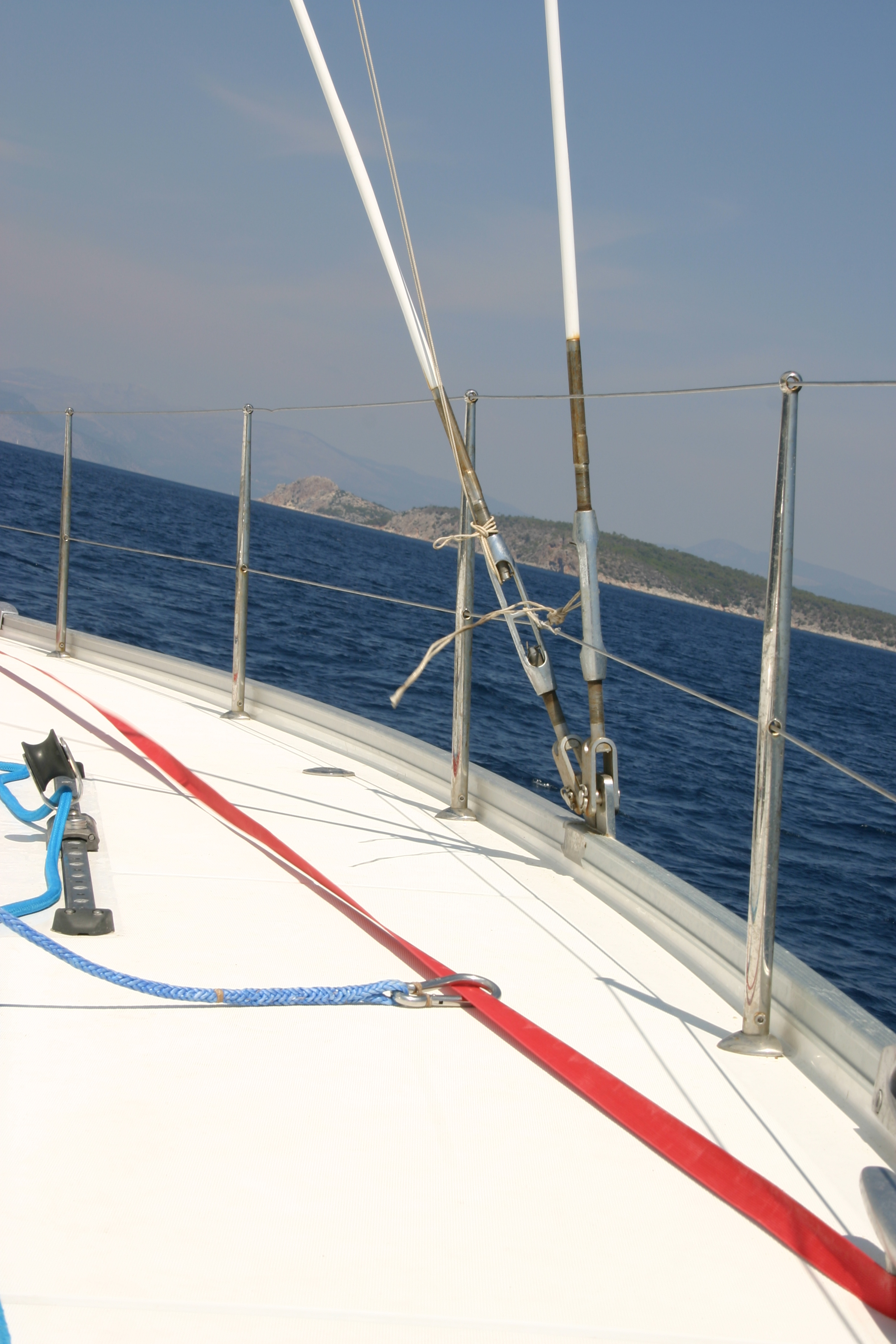
Ligne de vie (en rouge) et longe (en bleu) sur un voilier.

Il existe trois types de lignes de vie :
- la ligne de vie horizontale 
  - au sol
  - en sous face
  - en façade;
- la ligne de vie verticale ;
- les lignes de vie mixtes.

### Ligne de vie horizontale

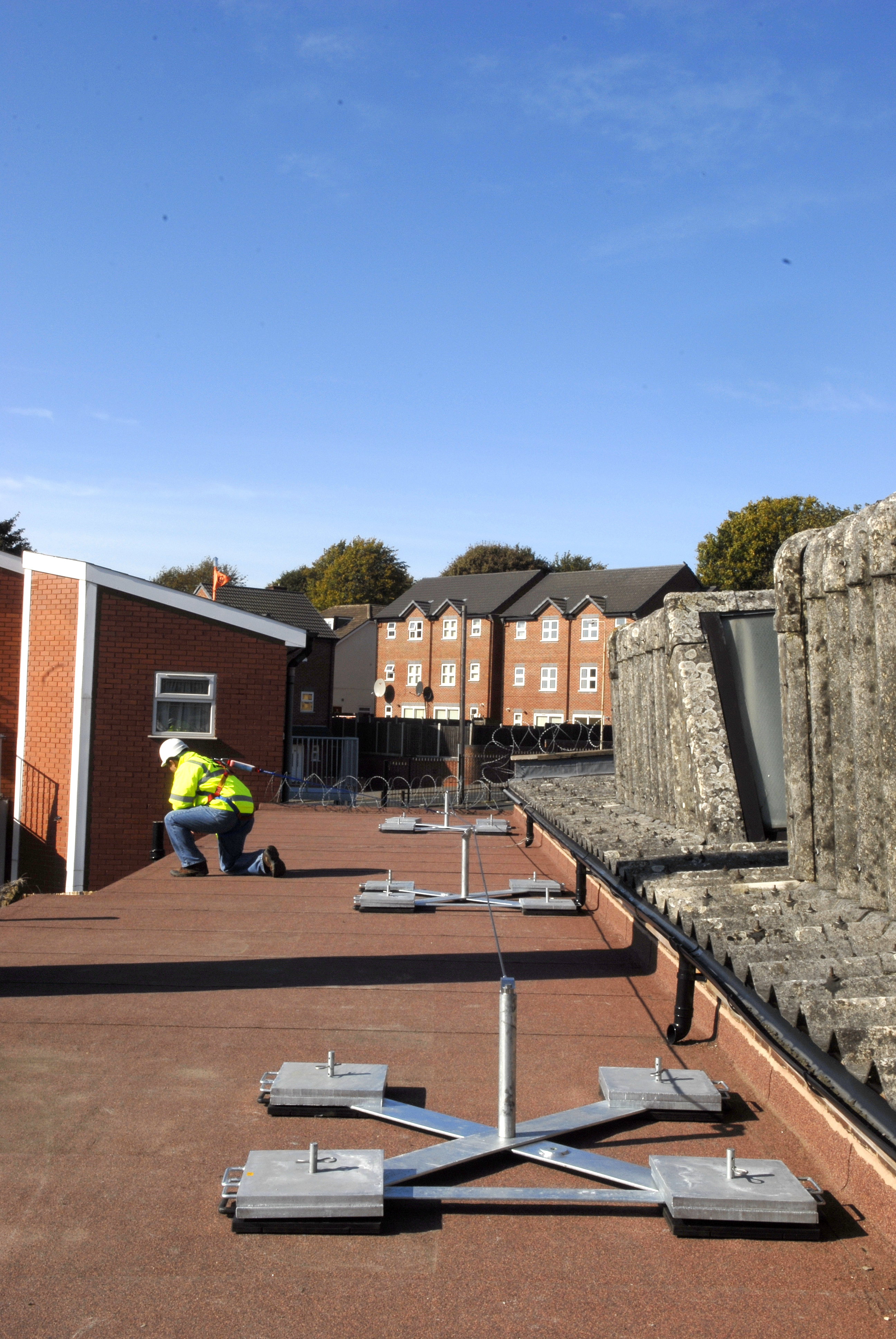
Ligne de vie autoportante.

La ligne de vie horizontale est un dispositif constitué d'au moins deux points d'ancrage entre lesquels  un câble, une corde, une sangle ou une chaîne, appelé support d'assurage souple, est tendue. L'utilisateur s'attache directement à ce support d'assurage souple.
Selon les législations et les domaines d'application, la ligne de vie est horizontale en fonction de sa pente avec une tolérance plus ou moins grande par rapport à l'horizontale parfaite.
Il est fréquent que le support d'assurage souple soit soutenu à intervalles réguliers par des points d'ancrage supplémentaires intermédiaires.
La ligne de vie peut être fixée sur certains corps morts permettant une solution autoportante sans percement de l'étanchéité.

### Ligne de vie verticale
La ligne de vie verticale est constituée d'un point d'ancrage supérieur auquel est fixé un support d'assurage souple. L'extrémité basse est maintenue ou laissée libre. Elle ne participe pas à la résistance du système.
L'utilisateur s'y attache habituellement au moyen d'un dispositif qui voyage librement le long du support d'assurage souple. Ce dispositif se bloque en cas de chute évitant ainsi que l'utilisateur ne chute.

### Lignes de vie mixtes
La ligne de vie mixte est constituée d'au moins une section verticale et une section horizontale.

## Domaines d'application

### Professionnel
Dans le monde du travail, les législations imposent de plus en plus l'utilisation de moyen de protection contre les chutes. Les lignes de vie permettant aux utilisateurs de circuler sur leur longueur en étant sécurisés, elles rencontrent un franc succès. 

### Sport et loisirs

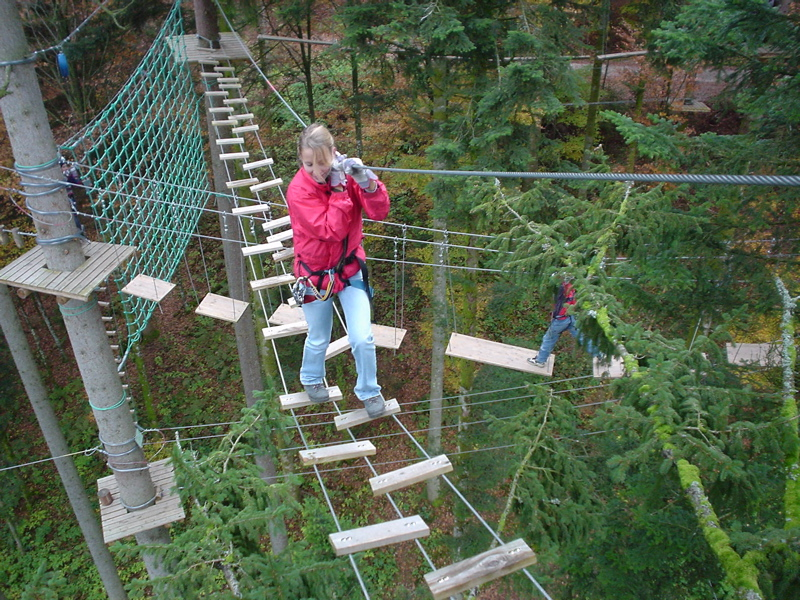
Utilisation de ligne de vie en accrobranche.

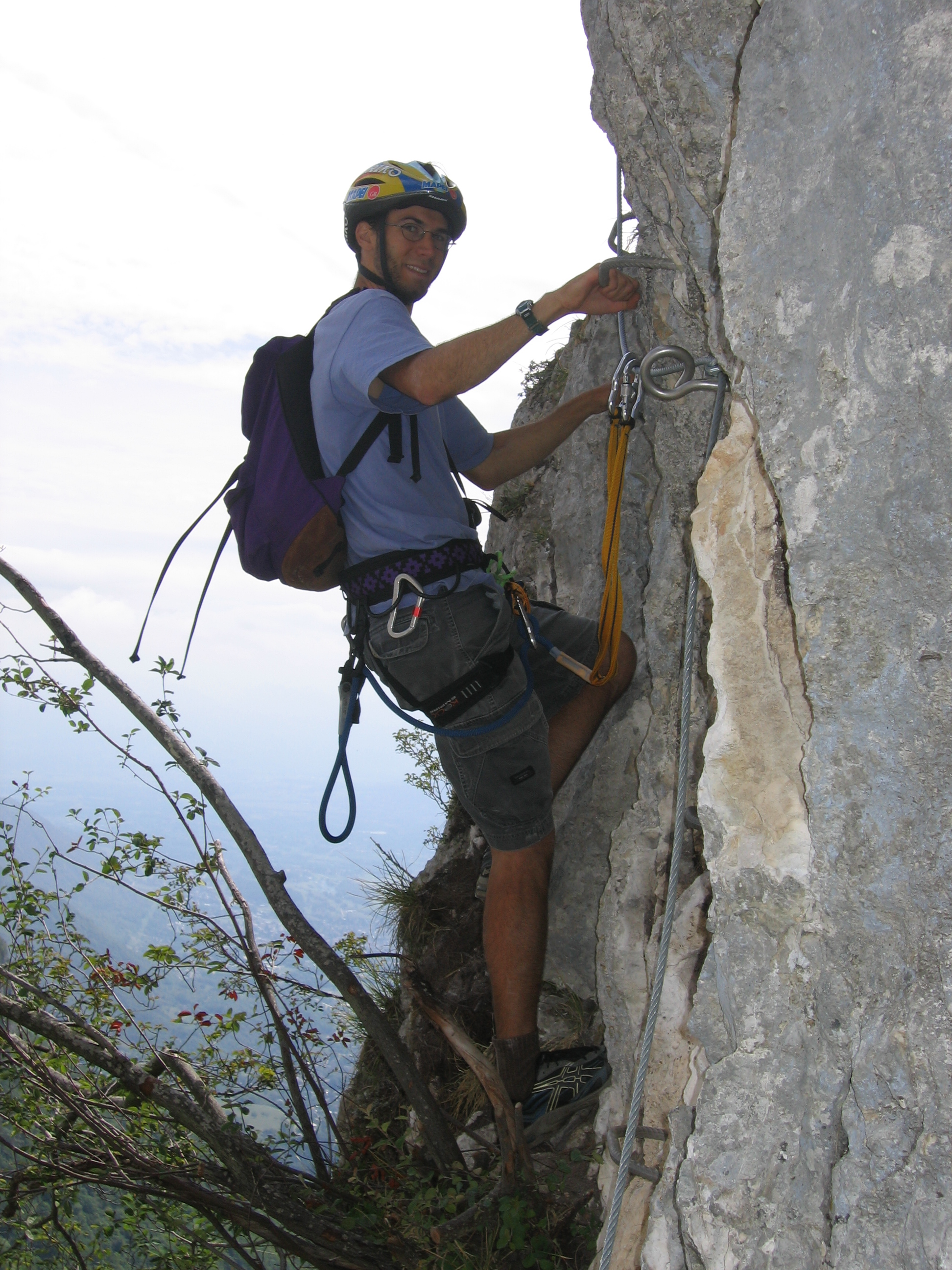
Utilisation de ligne de vie en via ferrata.

La ligne de vie se trouve dans toutes les activités de sport & loisir en hauteur comme les très recherchés parcours acrobatiques en hauteur (PAH), les via ferrata et/ou tyroliennes (canopy tours).
La ligne de vie est la pièce de sécurité maitresse des parcours acrobatiques en hauteur où deux approches distinctes sont envisageables :
- L'approche la plus traditionnelle est la ligne de vie à mi-hauteur (1,40 - 1,60 m) qui est bien adaptée pour les mousquetons.
- La ligne de vie hors de portée (2 - 2,30 m) avec le système à assurage continu présente plusieurs avantages. Il y a un débit plus élevé par forte affluence, jusqu'à 20 % de plus car il n'y a pas de manipulation sur les plates-formes et donc un gain de temps,il n'y a  pas besoin, non plus, d'installer une poulie supplémentaire pour les tyroliennes. Les éléments peuvent paraître plus impressionnants car il n'y a pas de  câbles à mi-hauteur pour aider les visiteurs.  Il y a un risque de blessure plus faible car il n'y a pas de contact avec le dispositif de sécurité et d'autre part comme la longe est déjà tendue, la distance de chute sera plus courte.

Seul un système de sécurité continu avec poulie intégrée permet la ligne de vie hors portée.

## Efforts à prendre en considération

### Ligne de vie horizontale
Il convient de prendre en considération deux types de ligne de vie, appelés en fait ligne d'assurage horizontale : celles de catégorie B dites temporaires et celles de catégorie C dites à demeures.

#### Effet multiplicateur
Le fait de poser un support d'assurage souple entre deux extrémités crée une géométrie dangereuse pour l'utilisateur non averti. 
En effet, si le support d'assurage est tendu, la décomposition des forces appliquées au support d'assurage souple en cas de chute de l'utilisateur crée une sollicitation quasiment horizontale des ancrages d'extrémité, rendant ces derniers plus fragiles au fil de leurs sollicitations. La sollicitation exercée peut alors être supérieure à celle exercée sur le support d'assurage souple. 
Un bon exemple qui permet de visualiser l'effet multiplicateur:
Positionnez deux voitures munies de crochet de remorquage dos à dos.
Entre les crochets de remorquage, tendez un câble suffisamment solide. 
Posez votre pied sur le câble et poussez.
Les véhicules vont se rapprocher l'un de l'autre et s'enfoncer légèrement.
Si, au moyen de votre pied, vous appuyez à l'horizontale avec la même force sur un des deux véhicules, il ne bougera pas ou moins. 
C'est l'effet multiplicateur.
Plus le câble prendra de la flèche, plus vous devrez pousser fort avec votre pied pour que les véhicules continuent de se rapprocher.
On comprend donc qu'il s'agit de s'assurer que la résistance des points d'ancrage d'extrémité est suffisante et/ou que le support d'assurage souple n'est pas trop tendu.
Le calcul précis des sollicitations dans une ligne de vie horizontale est très complexe. Il convient de tenir compte des déformations du système, élastiques et/ou plastiques, de la configuration du système, des types de matériaux utilisés, leurs élasticités et leurs résistances en fonction des températures d'utilisation, du type de sollicitation, du nombre d'utilisateurs simultanés et du type de connexion utilisées entre les utilisateurs et le support d'assurage. 
[style à vérifier]